# 嵩峰龍二
嵩峰 龍二（たかみね りゅうじ、1963年 - ）は、愛知県犬山市生まれの小説家、SF作家、ファンタジー作家。本名は西尾 康博。血液型はB型。名古屋大学卒業。
アニメ情報誌『アニメディア』（学習研究社）で行われた賞金つきアニメシナリオ部門コンテストに優勝したことで、ソノラマ文庫（朝日ソノラマ）から『若き竜王の伝説』を書き下ろしで商業デビューする。大学在学中のデビューであったことが著者後書きなどで語られている。
その後も、朝日ソノラマや富士見書房を中心に、オカルティックなファンタジーやSF作品をライトノベル系文庫で発表した。
作風は、占星術や呪術などのオカルト理論を細部まで綿密に詰め、作中の神話や架空言語まで構築するほどのハイ・ファンタジー志向で、トールキンに近い姿勢である。『ドラゴンマガジン』（富士見書房）にも創刊号から連載を持つが、『天雷の剣』の著者後書きでは自分の作品の方向性が同誌に掲載されている他作品からはかけ離れていたことを指摘。後の巻の後書きでは、同誌掲載のファンタジー作品に対する批判ともとれる文がある。この他、後書きにおいて、アニメ好きを公言しており、当時『機動戦士ガンダム』などで人気のあった富野喜幸（現・富野由悠季）監督作品は嫌いで、長浜忠夫監督作品が好きだと述べている。
1995年10月 (当時31歳) に「ソルジャー・クイーン」シリーズの『遙かなる大地の伝説 中』を発表したところで、最終巻を残して病気のために筆を止めている。

## 著作リスト

### 「ソルジャー・クイーン」シリーズ
スペースオペラ：巻1-6+外伝1-3：ソノラマ文庫：未完
1. 『若き竜王の伝説』（ISBN 4-257-76304-3）
2. 『大いなる宝の星の伝説 上』（ISBN 4-257-76392-2）
3. 『大いなる宝の星の伝説 下』（ISBN 4-257-76395-7）
4. 『悪しき闇の斧の伝説』（ISBN 4-257-76466-X）
5. 『熱き男たちの伝説 上』（外伝）（ISBN 4-257-76523-2）
6. 『熱き男たちの伝説 中』（外伝）（ISBN 4-257-76559-3）
7. 『熱き男たちの伝説 下』（外伝）（ISBN 4-257-76562-3）
8. 『遙かなる大地の伝説 上』（ISBN 4-257-76736-7）
9. 『遙かなる大地の伝説 中』（ISBN 4-257-76755-3）

- 『若き竜王の伝説』『遙かなる大地の伝説』は書き下ろし。他は、『獅子王』、『グリフォン（GRIFFON）』に連載したものを加筆修正。
- 雑誌連載では分量やペースがつかめなかったため、文庫化の際に大幅な変更が加えられている。『大いなる宝の星の伝説』に至っては、結末部分すら異なる。
- 『若き竜王の伝説』は、カセット文庫としても発売された。配役ソルジャー・クイーン:小山茉美グレイ：飯塚昭三ヴェル：菊池正美ベイアク：若本規夫ドナ：川島千代子リネウス：佐藤正治老師：藤本譲
- イラストは出渕裕。

### 「アドナ妖戦記」シリーズ
ファンタジー：全6巻：ソノラマ文庫
1. 『月神の魔女戦士』
2. 『暗黒神殿の王子』
3. 『舞姫と呪いの仮面』
4. 『狂える氷の妖魔』
5. 『地の涯の妖精の島』
6. 『天に轟く神々の詩』

- 書き下ろし。
- イラストは三好道夫。

### 「雷（いかづち）の娘シェクティ」シリーズ
ファンタジー：全7巻：富士見ファンタジア文庫
1. 『天雷の剣』（ISBN 4-829-12317-6）
2. 『黒銀の公子』（ISBN 4-829-12356-7）
3. 『黄金の封印』（ISBN 4-829-12393-1）
4. 『流離の傭兵』（ISBN 4-829-12408-3）
5. 『妖精王の死』（ISBN 4-829-12440-7）
6. 『皇帝の亡霊』（ISBN 4-829-12557-8）
7. 『世界の再生』（ISBN 4-829-12587-X）

- ドラゴンマガジンの創刊号より連載。
- イラストは末弥純。

### 「ルニセク群雄伝」シリーズ
ファンタジー：巻1：角川スニーカー文庫：未完
1. 『清風飛翔編』

- 書き下ろし。
- イラストはやぎさわ梨穂。

### 未刊行作品
- 『アマゾニスの息子』（「雷の娘シェクティ」シリーズの外伝的作品）
- 『閃光の剣』（タイトルのみ予告、青心社より出版される予定だった）